# Ssireum
El ssireum (en hangul, 씨름), también conocido como sirum o lucha coreana, es un deporte de lucha tradicional originario de Corea. Su principal característica es que el luchador debe desequilibrar al rival mediante agarres, sin soltar el cinturón que este lleva atado entre la cintura y el muslo. Está considerado un arte marcial coreano, y es patrimonio cultural inmaterial de la Humanidad junto con el taekkyon.

## Etimología
El término ssireum comenzó a ser utilizado en los años 1920 para englobar las distintas modalidades de lucha tradicional coreana. En la documentación de épocas anteriores se utilizaban otros términos con el prefijo gak (en hangul, 각), como gakjo, gakhi, sangbak, jaenggyo y gakgii. El término gak hace referencia al ruido que generan los animales astados cuando pelean entre sí, principalmente los bueyes.

## Historia

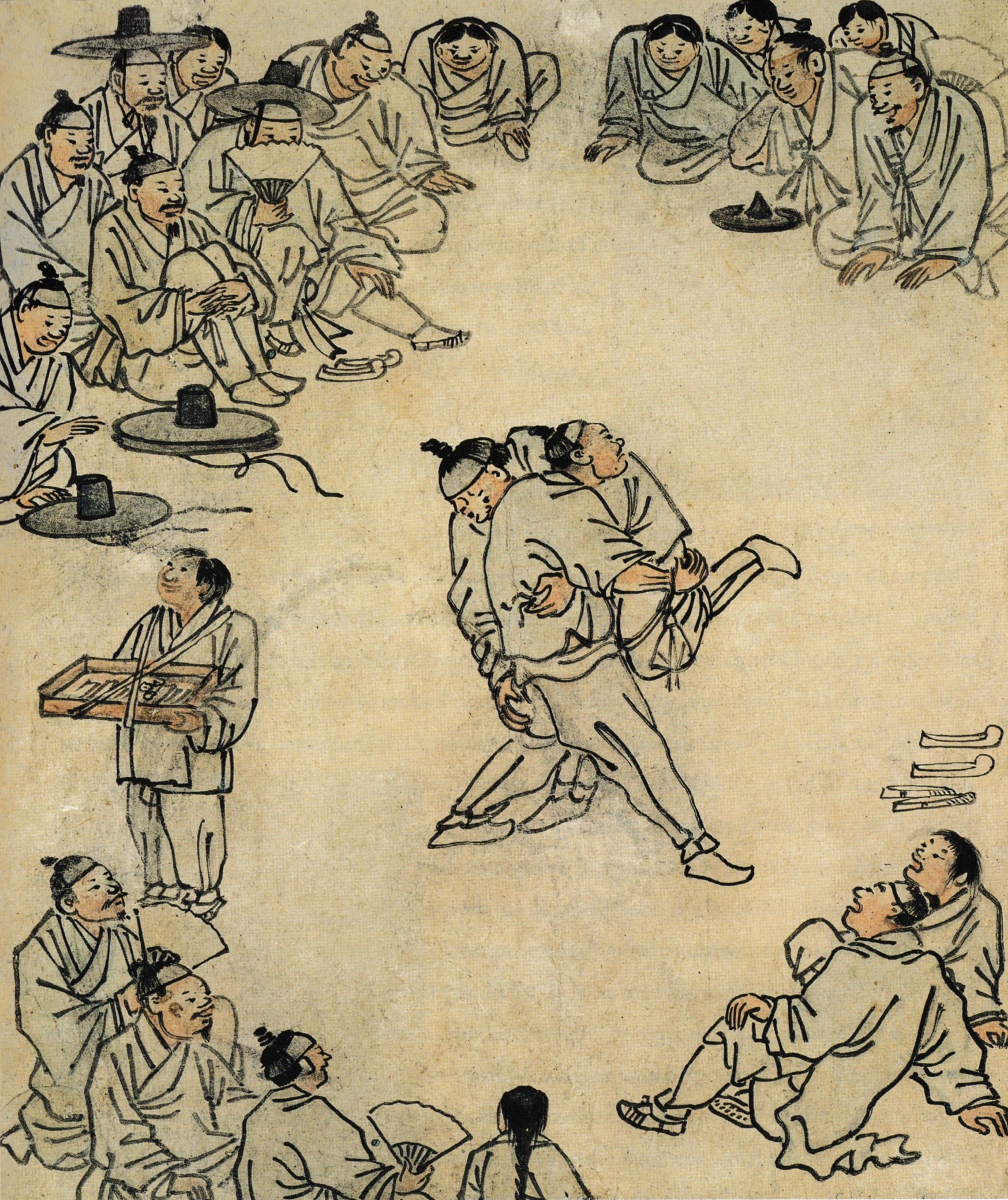
La obra Sangbak, del pintor Kim Hong-do, muestra un combate de lucha coreana en el

Los primeros vestigios sobre ssireum o lucha coreana se remontan a los tiempos del reino Goguryeo, mientras que la primera mención quedó recogida en los anales de la dinastía Koryo. Concebido inicialmente como arte marcial, durante la dinastía Joseon se convirtió en un pasatiempo popular para fechas señaladas del calendario coreano, ferias y festivales culturales. Cada pueblo o región utilizaba sus propias reglas, pero la mayoría presentaban elementos comunes entre sí.
En el siglo XX hubo un impulso del ssireum como deporte nacional coreano, a través de diferentes campeonatos amateur y profesionales; en estos últimos el ganador recibía un diploma y un buey. Sin embargo, la división de Corea dio pie al desarrollo de dos federaciones: una norcoreana y otra surcoreana. En 1983, Corea del Sur organizó una asociación profesional de ssireum que desde entonces ha establecido un reglamento estándar con pesaje, indumentaria y movimientos válidos.
En noviembre de 2018, el ssireum fue incluido en la lista de patrimonio cultural inmaterial de la Unesco, siendo la primera candidatura conjunta presentada por los gobiernos de Corea del Norte y Corea del Sur.

## Características

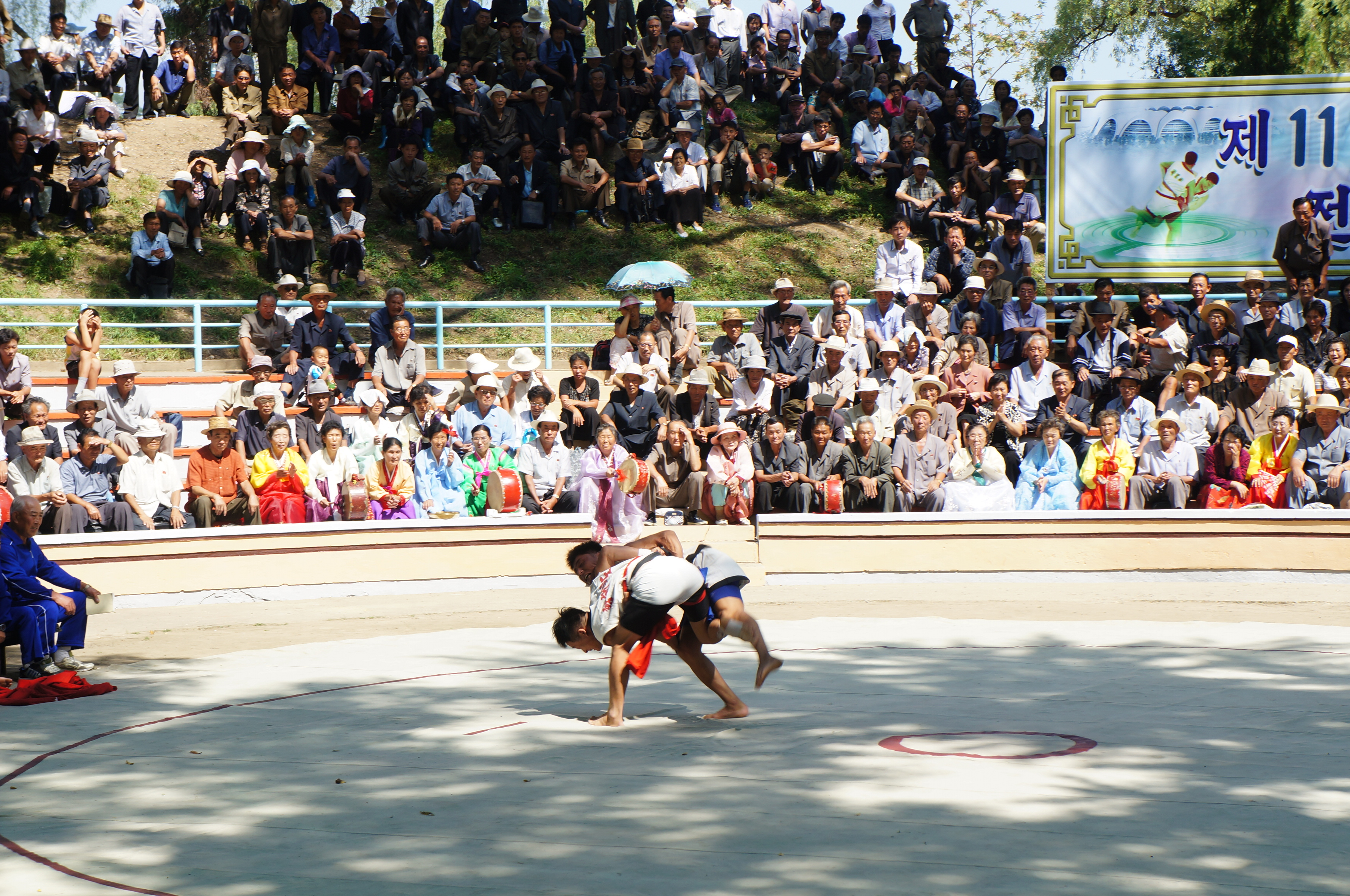
Combate de exhibición de ssireum en Corea del Norte.

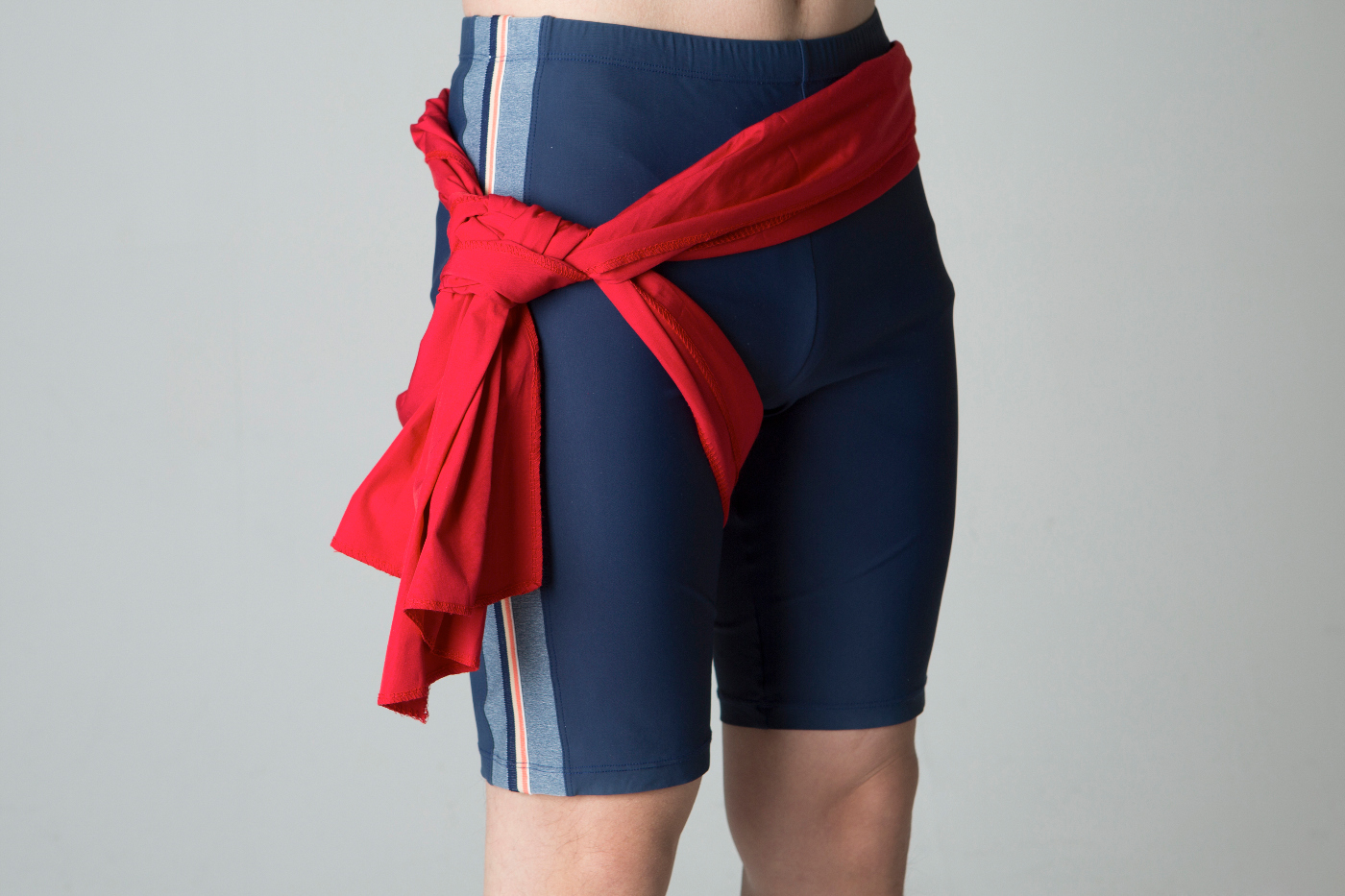
Forma en la que debe ir atado el cinturón de ssireum, llamado satba.

El ssireum es un deporte de lucha tradicional entre dos personas que requiere tanto fuerza física como técnica. Los asaltos se caracterizan por su corta duración; un duelo se decide generalmente al mejor de tres rondas.
Cada combate se desarrolla en una palestra circular, de aproximadamente siete metros de diámetro, que puede estar cubierto con arena o una superficie acolchada. Los dos contendientes deben empezar de rodillas en el suelo, agarrando con firmeza el cinturón enrollado del rival —llamado satba (en hangul, 샅바)— que está atado entre la cintura y el muslo. Después los luchadores se ponen de pie, y cuando el árbitro lo autorice deberán intentar que el rival pierda el equilibrio solo con agarres, sin soltar el cinturón en ningún momento. El asalto termina cuando alguien toca el suelo con cualquier parte del cuerpo por encima de la rodilla. No se permiten golpeos, luxaciones, estrangulaciones ni gritos.
A nivel profesional hay cuatro categorías por peso: mosca (Taebaek, -75 kg.), ligero (Geumgang, -90 kg.), mediano (Halla, -105 kg.) y pesado (Baekdu, +105 kg.), llamadas así por las cuatro montañas más famosas de Corea. Los torneos pueden ser por equipos o todos contra todos, y en cada competición hay tres árbitros: uno en el interior del círculo y dos fuera del mismo.
El equipamiento estándar del ssireum es un pantalón corto y el cinturón enrollado, con los combatientes descalzos sobre la superficie. En la variante surcoreana los peleadores varones luchan sin camisa, mientras que en la norcoreana visten una camisa tradicional sin mangas. En cualquier caso, para que el derribo sea válido no se puede salir del círculo central.
El ssireum es similar a otras modalidades de lucha tradicional que no permiten golpes, como el schwingen suizo y la lucha canaria.